# 山芋 (詩集)
『山芋』（やまいも）は、教育者寒川道夫が、1932年から勤務していた新潟県古志郡黒条小学校の担任クラスで作っていた学級文集『青い空』を発表場所として、教え子の大関松三郎が書いた詩を解説・指導記録とともにまとめたもの。

## 概要
詩が書かれたのは戦前だが、詩集として刊行されたのは1951年のことで、生活綴方運動などに大きな影響を与えたのも主として戦後になってからである。なお大関松三郎は、太平洋戦争で戦死している。
詩は、その素直で率直な観察眼から、教員の手が加わっているのではないか、また合作なのではないかといった批判も寄せられた。中学校時代の大関松三郎の日記の文章の一端も公表されており、文体が違うという意見もあるが、詩と日記文の文体が異なるのは当然のことで、批判の根拠としては薄弱ともいわれる。

## 注
1. ↑  川村湊は『作文のなかの大日本帝国』（岩波書店、2000年）のなかの論考「教室の忘れ物」のなかで、太郎良信の意見を引きながら、「教師と生徒との魂の交流による合作」と述べている。

## テキスト
- 寒川道夫『大関松三郎詩集 山芋』講談社文庫　2000年 ISBN 978-4-06-138094-3

## 研究・参考文献
- 木下浩『「山芋」考　その虚構と真実』創童社　1993年
- 南雲道雄『大関松三郎の四季　「山芋」の少年詩人』社会思想社　1994年
- 太郎良信『「山芋」の真実　寒川道夫の教育実践を再検討する』教育史料出版会　1996年
- 野地潤家編『戦後作文教育解題』渓水社　1999年